# شهربانو
شهربانو (با نام‌های دیگر: جهانشاه، شهربانویه، شاه زنان) به اعتقاد برخی از شیعیان، شاهزاده ایرانی و دختر یزدگرد سوم، آخرین پادشاه ساسانیان بود که در حمله اعراب به ایران که به شکست سپاه شاهنشاهی ایران و سقوط سلسله ساسانی انجامید، به‌عنوان غنیمت جنگی به اسارت مسلمانان درآمد. برخی از شیعیان مدعی هستند که حسین بن علی (امام سوم شیعیان) با شهربانو ازدواج کرده‌است و حاصل این ازدواج، فرزندی به نام علی بن الحسین ملقب به سجاد (امام چهارم شیعیان) است. و به این ترتیب فرزندان و نوادگان حسین (شامل حدود ده امام) را وارث خورنه یا فره ایزدی شاهنشاهان ایران باستان محسوب داشتند. برخی منابع شیعه، شهربانو را نخستین همسر حسین بن علی می‌دانند. که احتمال کمی در وجود این وصلت وجود دارد.
مرتضی مطهری و سید جعفر شهیدی و علی شریعتی در صحت داستان ازدواج حسین پسر علی با شهربانو تردید کرده و این روایات را رد کرده‌اند. همچنین امیر معزی، ویلفرد مادلونگ و ایتان کولبرگ هم ادعای صحت داشتن چنین فردی را رد می‌کنند.

## در منابع اسلامی
کلینی فقیه شیعه به نقل از محمد باقر (پنجمین امام شیعیان) می‌نویسد:
دختر یزدگرد بر عمر وارد شد. نگاه همه دوشیزگان (مردان مجرد) مدینه بر او خیره ماند و مسجد از روشنایی و پرتویِ روی او درخشان شد و چون عُمَر بدو نگریست او روی خود را پوشاند و گفت: «آه! پیروز باد هرمز!» عمر گفت: «آیا این زنک مرا دشنام می‌دهد؟» عمر قصد او کرد. امیرالمؤمنین به او گفت:"تو را نرسد که چنین کنی، او را آزاد گذار تا به دلخواهِ خود مردی از مسلمانان برگزیند و تو این دختر را به حساب «فیئی» و غنیمت جنگی آن مرد بگذار.» عمر آن بانو را صاحب اختیار کرد و آن دختر آمد و دست بر سر حسین نهاد. امام علی از او پرسید: «نامت چیست؟» گفت: «جهان‌شاه.» اما امام علی گفت: «نه؛ نامت شهربانویه است.» و به حسین گفت همانا این بانو برترین مرد روی زمین را برایت به دنیا می‌آورد و علی ابن الحسین را زاید.

در قابوس نامه، روایت با سلمان فارسی آمیخته شده و به‌گونه‌ای دیگر بیان شده که:
چون شهربانو، دختر یزدگردِ شهریار را اسیر بردند از عجم به عرب، امیرالمؤمنین عُمَر (فرمود) که وی را بفروشید. چون وی را بیع خواستندکردن امیرالمؤمنین علی فراز رسید؛ گفت: «قال رسول‌الله لیس البیع علی ابنا الملوک.» (یعنی نباید فرزندان شاهان فروخته شوند) چون وی این خبر بداد، بیع از شهربانو برخاست. (او را نفروختند) او را به خانه سلمان فارسی بنشاندند تا به شوی (شوهر) دهند. چون شوی بر او عرضه کردند، شهربانو گفت تا مرد را نبینم زن او نباشم. مرا بر منظره‌ای بنشینید و سادات عرب را بر من بگذرانید تا آنکه مرا اختیار افتد، شوی من باشد. در خانه سلمان وی را بر منظره‌ای بنشاندند و سلمان به برِ او بنشت و آن قوم را تعریف همی کرد که این فلانست و آن فلانست. وی (شهربانو) هر کسی را نقصی همی کرد تا امیرالمؤمنین عمر برگذشت. شهربانو پرسید: «این کیست؟» سلمان گفت: «امیرالمؤمنین عمر خطاب است.» شهربانو گفت: «مردی محتشم است و بزرگوار اما پیر است.» امیرالمؤمنین علی برگذشت شهربانو پرسید: «این کیست؟» سلمان گفت: «پسرعم (پسرعموی) پیغامبر ماست، علی ابن ابی‌طالب.» (شهربانو) گفت: «مردی سخت بزرگوار است، سزای منست اما بدان جهان از فاطمه زهرا شرم آید، ازین جهت نخواهم.» پسر امیرالمؤمنین حسن ابن علی برگذشت. شهربانو پرسید و گفت: «این درخور من است ولکن بسیار نکاح است، نخواهم.» تا حسین برگذشت. ازو پرسید، گفت: «شوی من این باید که باشد، که دختر دوشیزه را شوی دوشیزه باید و من هرگز شوی نکرده‌ام و او زن نکرده‌است.»
روایت‌هایی از این دست، در منابع متاخرتر مانند ربیع الابرار زَمَخشری، مناقب ابن شهر آشوب، وفیات الاعیانِ ابن خلکان، مُجمل التواریخ و القصص، تاریخ روضه الصفا و حبیب السیر آمده‌است.

## دیدگاه تاریخی
قدیمی‌ترین مآخذی که به این امر اشاره کرده‌اند و مادر علی بن الحسین را دختر یزدگرد سوم خوانده‌اند، تاریخ یعقوبی و فرق الشیعه نوبختی از آثار قرن سوم هجری هستند. تاریخ قم نیز این مسئله را بازگو می‌کند. از میان محدثین شیعه، محمد ابن یعقوب کلینی در اصول کافی و ابن‌بابویه در عیون الاخبار الرضا بدین روایت پرداخته‌اند.
به نوشته امیر معزی، هیچ‌یک از تاریخ‌نگاران باستان که به موضوع حمله اعراب به ایران و سرنوشت خانواده ساسانیان پرداخته‌اند، به ارتباط میان یکی از دختران یزدگرد سوم و حسین بن علی اشاره نکرده‌اند. ضمن اینکه محمد بن سعد بن منیع و ابن قتیبه مورخ ایرانی قرن سوم هجری مادر علی بن حسین را برده‌ای از اهالی ناحیه سند معرفی کرده‌اند.
ویلفرد مادلونگ هم، هویت تاریخی شاهدخت شهربانو را رد کرده و آن را افسانه می‌داند.
ایتان کولبرگ هم ادعای برخی از شیعیان در مورد شخصیت تاریخی شهربانو را رد می‌کند. او می‌نویسد که نام مادر علی بن حسین، بَرَه، جَیدا یا غَزاله یا ام‌ولدی از ناحیه سند یا سجستان بوده‌است. بنابر سنت شیعه، نام مادر علی بن حسین شهربانویه، جهانشاه یا شاه زنان بود. برخی می‌گویند که او خودش را به رود فرات انداخت، در حالی که بقیه می‌گویند او جز بازماندگان جنگ کربلا بود. علی بن حسین، به خاطر تبار قریشی و ساسانی‌اش، در نزد شیعیان، ابن خیرتین نامیده می‌شد.
مرتضی مطهری و سید جعفر شهیدی و علی شریعتی در صحت داستان ازدواج حسین پسر علی با شهربانو تردید کرده و این روایات را رد کرده‌اند.

## آرامگاه
کوه بی‌بی شهربانو در جنوب تهران منتسب به شهربانو است و می‌گویند مقبره وی در آن مکان مخفی است. آرامگاه بی‌بی شهربانو در دامنه جنوبی کوه ری، با این عقیده که شهربانو، همسر حسین و  مادر سجاد است توسط شیعیان زیارت می‌شود.
مری بویس نیز به دلیل قرار گرفتن زیارتگاه بر فراز کوه، مجاورت آن با چشمه، ویژگی‌های معماری سنگی، اختصاص زیارت آن به  زنان در برخی دوره‌ها، کاربرد واژه بانو و شهربانو برای الهه آناهید و تشابه افسانه بی‌بی شهربانو با داستان زیارتگاه زرتشتی (بانوی پارس) در یزد بر این عقیده است این بنا در اصل از نیایش‌گاه‌های آناهید، الهه آب‌ها و باروری و از پرستش‌گاه‌های زرتشتیان پیش از اسلام بوده‌است.
محدث شیخ عباس قمی در کتاب منتهی الامال به تفصیل واقعه ازدواج او با حسین بن علی را نوشته و در آنجا متذکر شده‌است که وی پس از به دنیا آمدن سجاد درگذشت و در بقیع دفن شد. از آن پس نگهداری سجاد به یک کنیز سپرده شد که تا آخر عمر سجاد وی را مادر خطاب می‌کرد.
یکی دیگر از زیارت‌های وی در روستای درحنایی هرمزگان است.

## افسانه‌ها
در تعزیه مجلس شهربانو چنین آمده‌است: چون حسین کشته می‌شود، ذوالجناح به خیمه آمده و شهربانو را به شهرری می‌برد. شهربانو به اشتباه به‌جای «یا هو»، «یا کوه» گفته و کوه از هم شکافته می‌شود.
بر اساس روایات عامه در آثار مصیبت‌خوانان همچون وقایع الایام می‌توان یافت که در نبرد کربلا شهربانو به نزد حسین می‌رود و می‌گوید که:"من در این‌جا زنی غریبم؛ تکلیفم چیست؟" حسین می‌گوید:"سوار ذوالجناح شو، هرجا مقدر است خواهی رسید."
ذوالجناح پرواز می‌کند و شهربانو را کوهی کنار شهر ری فرود می‌آورد. او از خدا یاری می‌خواهد اما از ترس مهاجمان، به جای اینکه بگوید «یاهو» می‌گوید «یاکوه». در دمی، کوه، دهان باز می‌کند و او را پناه می‌دهد اما گوشه چادرش بیرون می‌ماند و این مجال را به دوست‌داران حسین می‌دهد تا به این راز پی ببرند و آنجا، مقبره‌ای برای شهربانو بسازند.
این درحالی است که نظیر همین ماجرا را برای خواهر شهربانو و زیارت‌گاهی که منسوب به اوست پرداخته‌اند. این زیارت‌گاه به نام بونوپرس یا بانوپارس شناخته می‌شود. بنابر آنچه زرتشتیان می‌گویند، هنگامی که او از دست دشمن به یزد می‌گریخته از خدا می‌خواهد تا در کوه او را پناه بدهد؛ پس داخل کوه می‌رود ولی مقنعه‌اش بیرون می‌ماند. شب‌هنگام به خواب مسافرین می‌آید و از ایشان می‌خواهد تا برایش مقبره‌ای بسازند.
در باورهای بعضی از مردم تهران آمده‌است که زنان حامله‌ای که خود یا همسرشان سید نیستند، به آرامگاه شهربانو نمی‌روند، چون ممکن است جنین پسر باشد و به شهربانو نامحرم بوده و کور شود.